# PC igazgató végítélete
A PC igazgató végítélete (PC Principal Final Justice) a South Park című amerikai animációs sorozat 267. része (a 19. évad 10. epizódja). Elsőként 2015. december 9-én sugározták az Egyesült Államokban. Magyarországon a magyar Comedy Central 2016. február 11-én mutatta be.
A szezonzáró három epizód egybefüggő cselekményt mesél el. Ebben, a legutolsó epizódban is a politikai korrektséget és az online reklámokat tárgyalják ki, valamint az Egyesült Államok fegyvertartási szabályait.

## Cselekmény
|  | Alább a cselekmény részletei következnek! |

PC igazgató besétál egy bárba Oroszország egyik dzsentrifikálódott lakónegyedében. Ott nekitámadnak a vendégek, de ő könnyűszerrel végez mindegyikkel, akik jól láthatóan nem emberek. Ezalatt Kyle összehívja a barátait a vécébe, és elmondja nekik, hogy szerinte Jimmy halott, és PC igazgató ölte őt meg, mindezt pedig Leslie-től tudja. Azt is állítja, hogy Randy is segített neki mindebben, ami felháborítja Stant. Kyle meggyőzi Cartmant, Kennyt és Butterst, hogy ha így állnak, meg kell védeni magukat, és fegyvereket kell szerezniük. Meglepő módon nagyon könnyen szert is tesznek pisztolyokra. Cartman a fegyvert arra akarja használni, hogy megfenyegesse vele az anyját, hogy ne kelljen korán lefeküdnie, Liane azonban fegyvert fog a saját fiára és ágyba küldi.
Randy a házának a pincéjében rejtegeti Mr. Garrisont és csapatát. Ők kiderítették, hogy PC igazgató világszerte a dzsentrifikáció ellen küzdött, és úgy véli, hogy bármi is ennek a forrása, az nem emberi. Randy kijelenti, hogy az emberi fajt ezért is akarják az egyre magasabb árakkal kiirtani. Azt is kikövetkeztetik, hogy bárki is találta ki a "forró Cosby" viccet, ami miatt kirúgták Victoria igazgatónőt, az áll az egész mögött. Közben a Shi Tpa Town egyik magasházában Nathan egy lakosztályban tartja fogságban Jimmyt prostituált barátnője, Classi segítségével, és elveszik a mankóját is. Stan felfedezi az apjáékat, és fegyvert fogva rájuk követeli, hogy mondják meg, mi ez az egész. Randy azonban szintén pisztolyt fog a fiára, majd végül Sharon és Shelly is mindenkire. Végül arra jutnak, hogy jobb lenne meghallgatniuk egymást.
PC igazgatót elfogja az amerikai hadsereg és ki akarják vallatni, ám Barack Obama elnök telefonon közli, hogy azonnan engedjék el kérdés nélkül és semmit ne higgyenek el neki abból, amit mond. A telefon másik végén azonban nem Obama van, hanem Leslie, aki elváltoztatta a hangját. Jimbo fegyverboltjában Barbrady egy új fegyvert akar venni, miközben Jimbo közli vele, hogy hamarosan lesz egy fegyvershow, amin, mivel a fegyverek olyan népszerűek lettek újabban, valószínűleg az egész város ott lesz. Barbrady ennek hallatán pánikba esik. Leslie meggyőzi Kyle-t, hogy menjenek és tartsanak egy beszédet PC igazgató ellenében. Kyle nem akar többé beszédeket tartani (az évad korábbi részeiben lehurrogták ezért), csak Leslie bátorítására, majd azt mondja, hogy menjenek a fegyvershow-ra, mert ott "annyi fegyver lesz, hogy semmi erőszakos nem fog történni".
Marshék házában tanakodás kezdődik. Mr. Garrison elmondja, hogy PC igazgatót csak kihasználták, hogy a képességeit kiaknázva érjék el a céljaikat. Mikor Stan meglátja PC igazgató és Leslie közös képét, ebből arra következtet, hogy Kyle áll az egész mögött, ezen felbuzdulva valamennyien elindulnak fegyverekkel. Nathan megmutatja az iskolaújság másnapi számát, melyben egy tragédiáról írnak a fegyvershow-n. Amikor Classi ezzel kapcsolatosan megjegyzést tesz, Nathan pofonvágja, úgy, ahogy korábban Mimsyt is. Classi azonban nem Mimsy, és visszavág: jól elveri Nathant, majd visszaadja Jimmynek a mankóit, telefonálnak Barbradynek, és a fegyvershowra indulnak.
A rendezvény teljesen olyan, mintha egy kutyakiállítás lenne. Randyék váratlanul megérkeznek, és Kyle-t keresik, aki meg is érkezik Leslie-vel, majd nem sokkal később Jimmy, Classi és Barbrady is. A csarnokban mindenki fegyvert fog a másikra, miközben Jimmy mindenkinek elmondja, hogy Leslie egy reklám és senki nem tudja már megkülönböztetni a reklámokat az emberektől. Ekkor Mr. Mackey is fegyvert ránt, és közli, hogy ő áll Victoria igazgatónő kirúgása mögött, mert sose figyelt rá. A tömeg egyetért azzal, hogy mindannyiuknak jobb embereknek kellene lennie, és akkor megoldódnak a problémáik. Leslie ekkor közli, hogy soha nem fognak megszabadulni a reklámoktól, de ebben a pillanatban megérkezik PC igazgató és agyonveri.
A városlakók a Whole Foods Market elé vonulnak, ahol Randy kiabálni kezd az épülettel, hogy tűnjön el, mert már tudják az igazságot. Az épület ekor felemelkedik és elhagyja a várost. PC igazgató végül beszédet intéz a diákokhoz: felkérték, hogy maradjon továbbra is az igazgató, és harcoljon a reklámok ellen, a politikai korrektségért. Mikor közli, hogy csak úgy győzhetnek, ha maximálisan megértőek, elfogulatlanok és polkorrektek maradnak, Stan megjegyzi, hogy "az nehéz lesz".

## Fordítás
Ez a szócikk részben vagy egészben  a   PC Principal Final Justice című angol Wikipédia-szócikk ezen változatának fordításán alapul.  Az eredeti cikk szerkesztőit annak laptörténete sorolja fel. Ez a jelzés csupán a megfogalmazás eredetét és a szerzői jogokat jelzi, nem szolgál a cikkben szereplő információk forrásmegjelöléseként.